# Flor doble

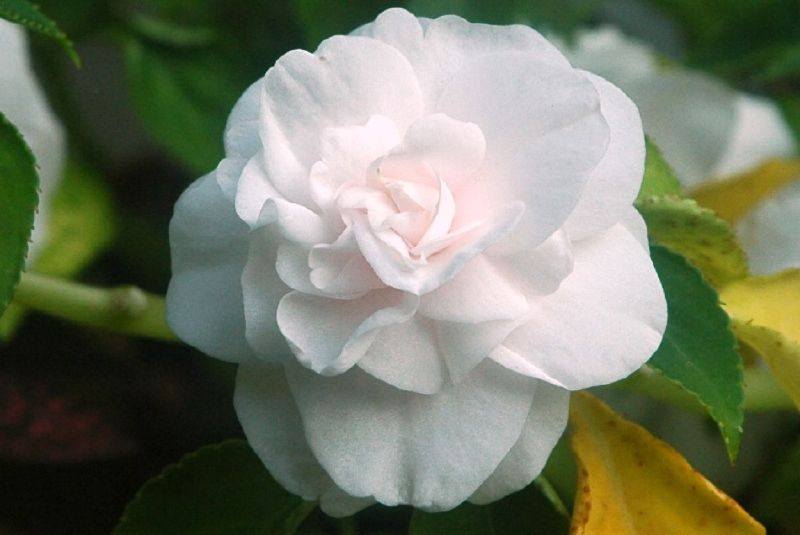
Una variedad de flor doble de impatiens walleriana.

En Botánica, el término flor doble describe a aquellas variedades de plantas que presentan un número extra de pétalos, muy superior al número usual para la especie en cuestión, debido a que en ellas un grupo o todos los estambres son reemplazados por pétalos.
El carácter "flor doble" se denota en los nombre científicos de las variedades con la abreviatura fl. pl. (flore pleno, que significa "plena floración").  Ha sido la primera anormalidad en ser documentada en las flores y uno de los caracteres más populares en muchas plantas ornamentales, tales como el rosal, la camelia y el clavel. 

Los cultivares con flor doble en general son estériles, por lo que deben propagarse asexualmente, mediante estacas, injertos, etc. En los raros casos en que tales cultivares producen semillas, la descendencia no es uniforme para el carácter flor doble. 

## Galería

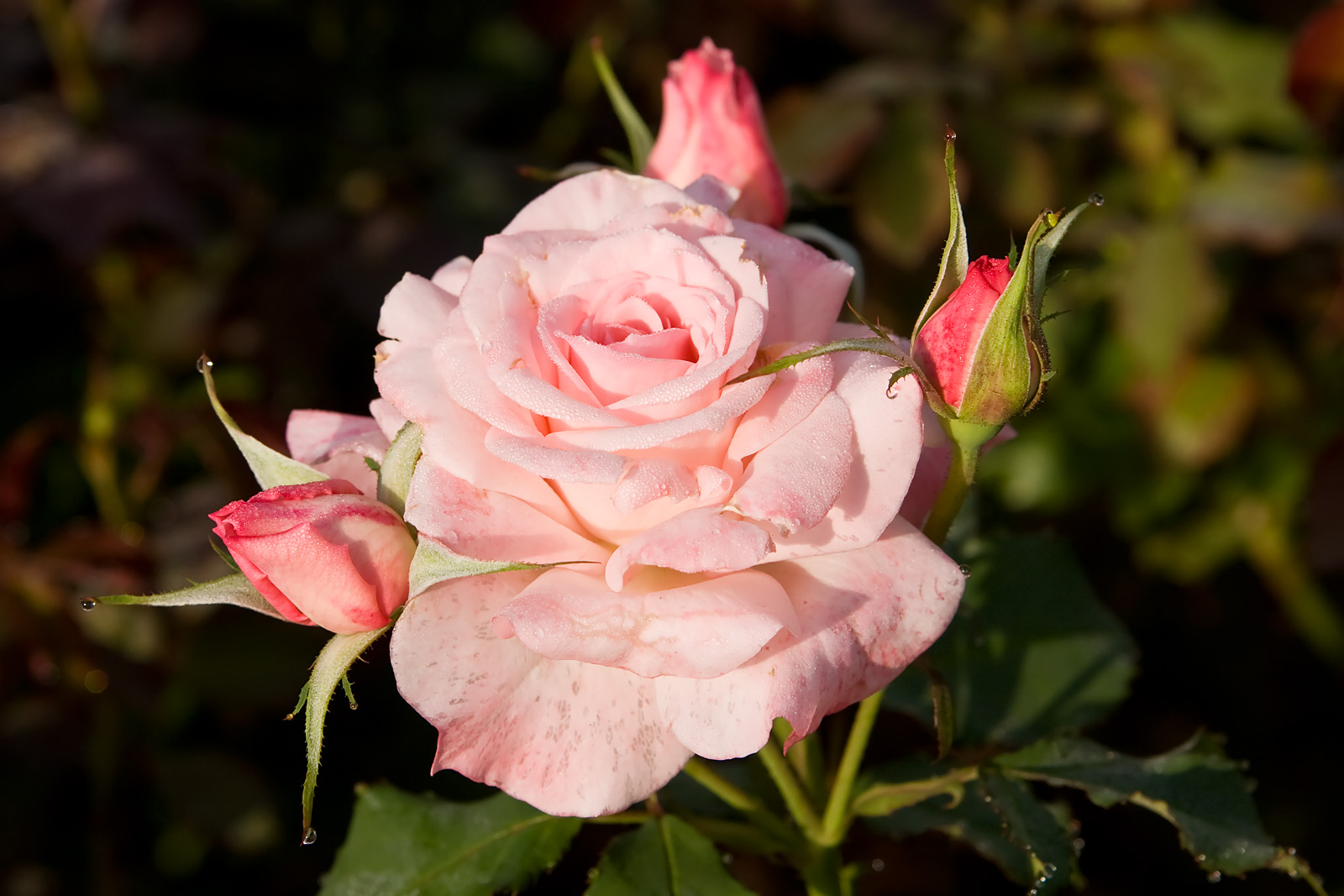
La mayoría de las rosas son de flor doble
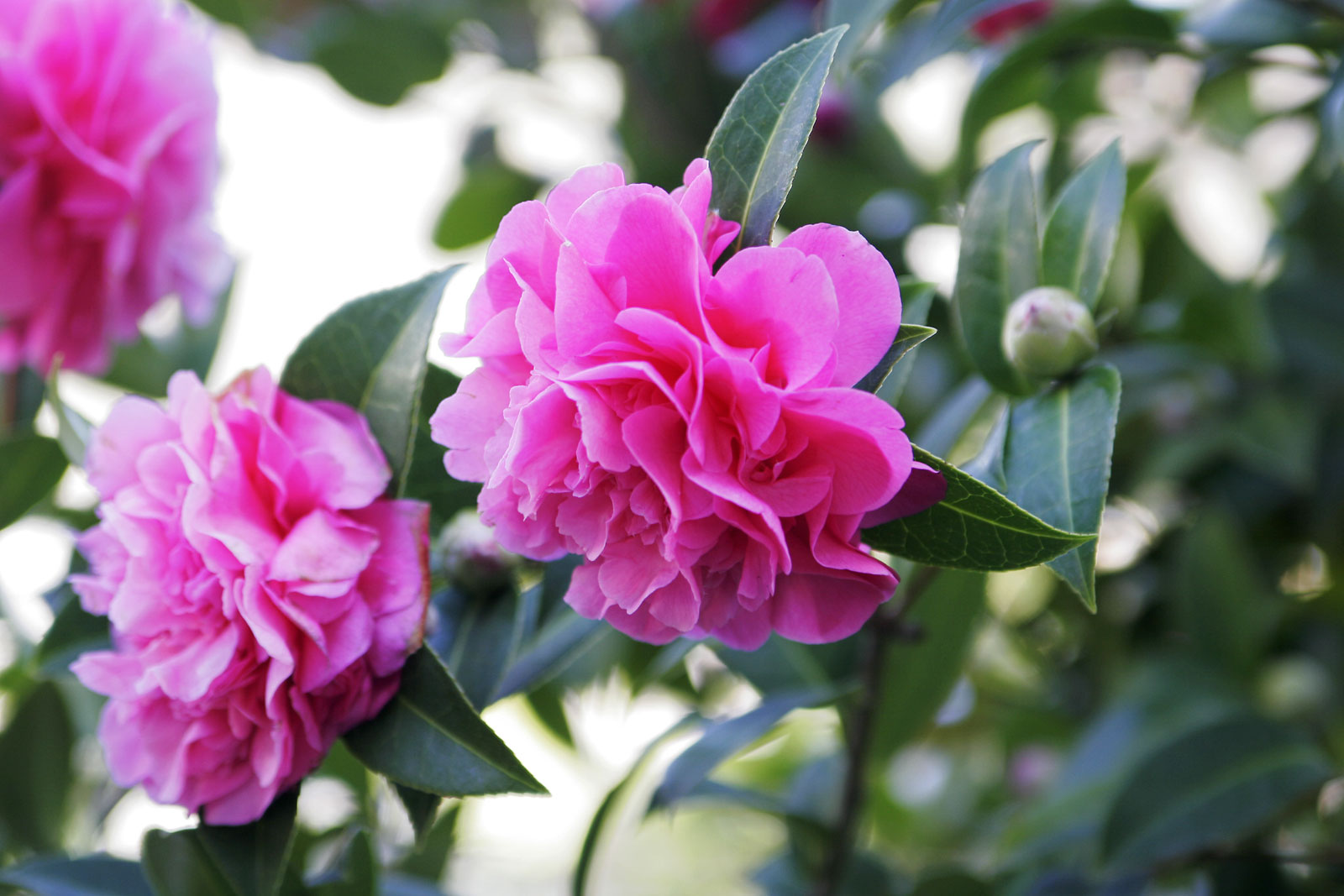
Camellia de flor doble
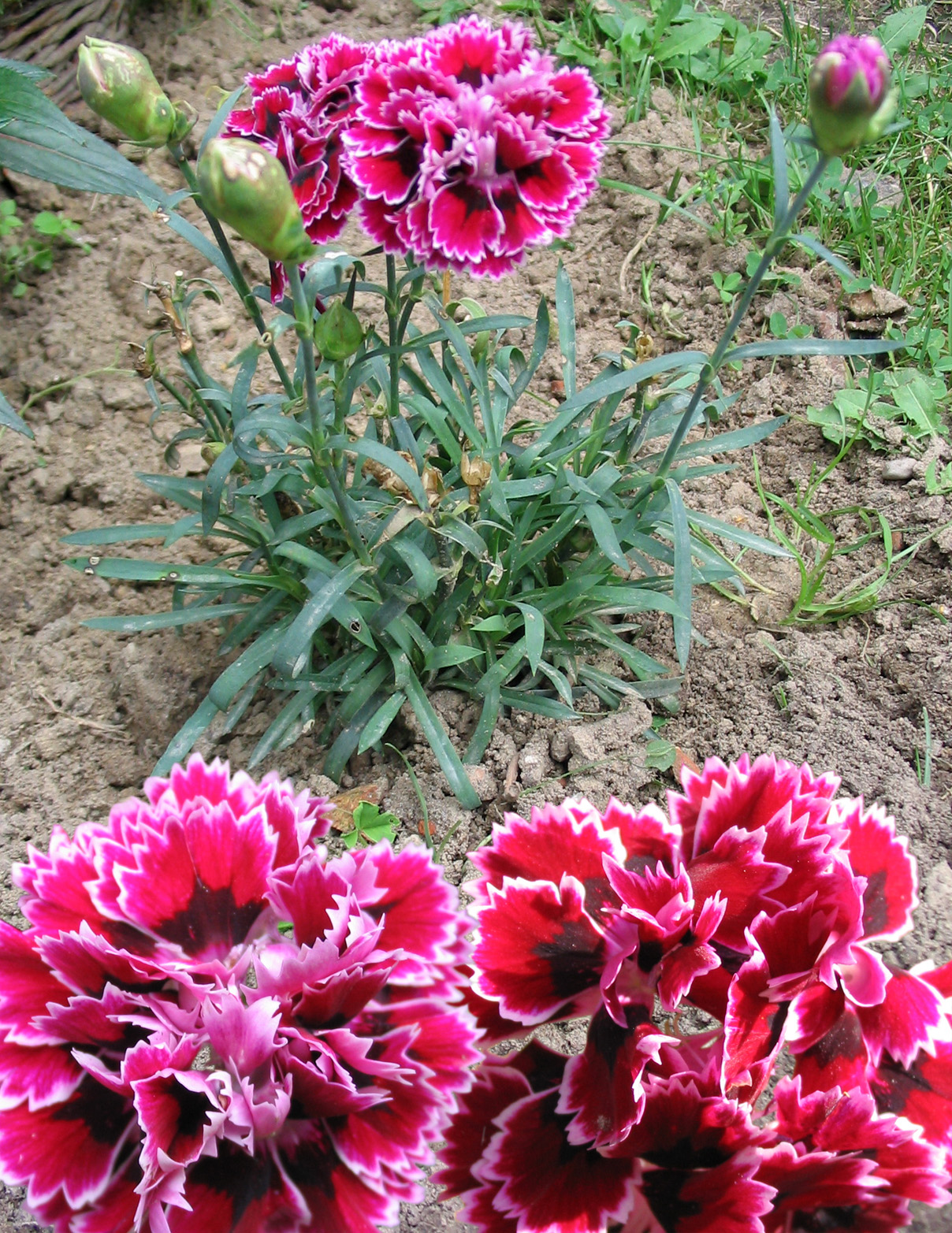
clavel de flor doble
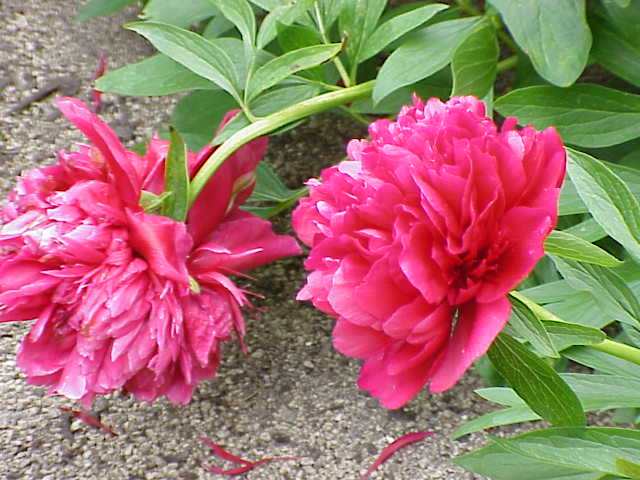
Peonía de flor doble